# Clemens Högg

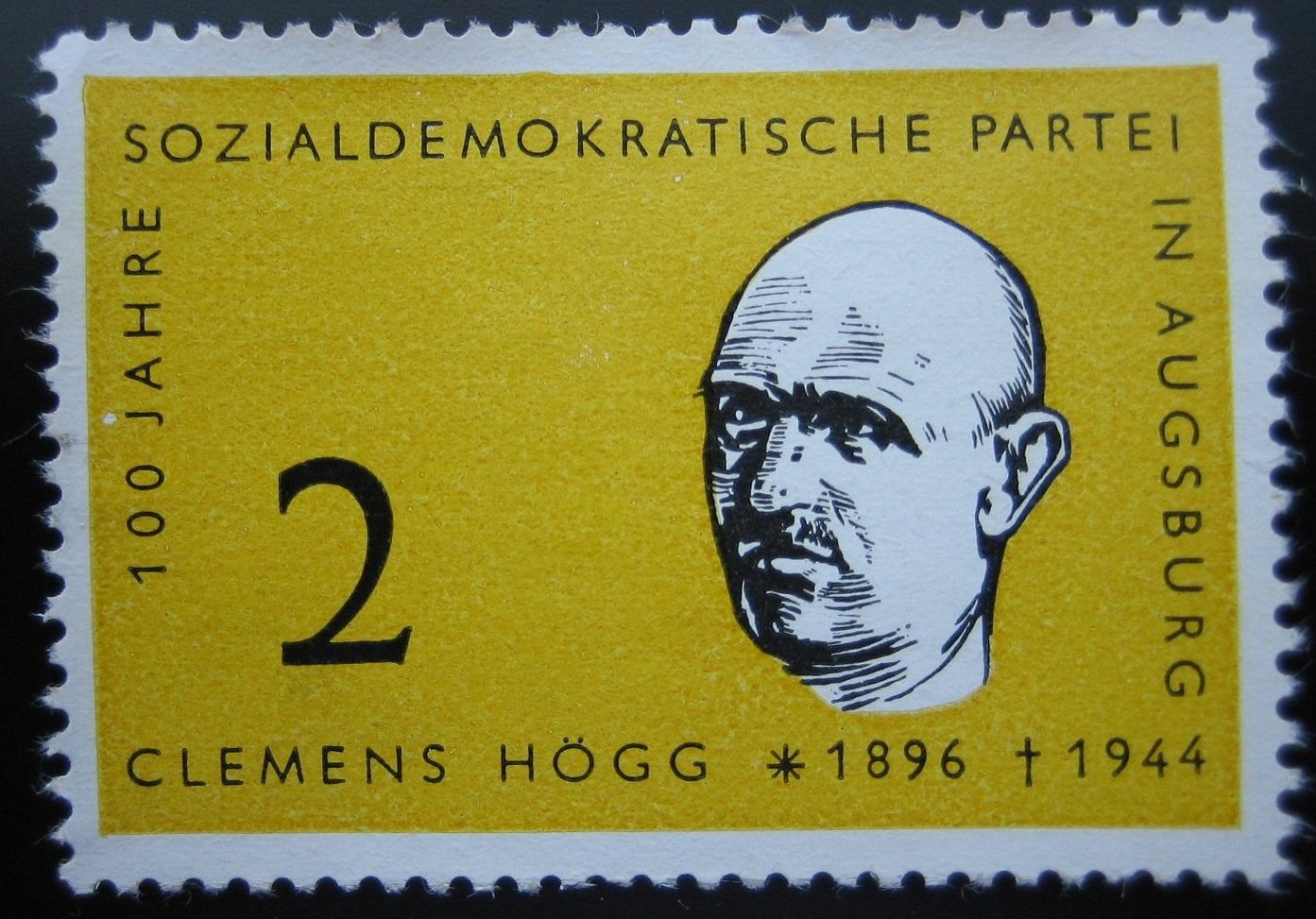
Bildnis von Clemens Högg auf einer Spendenmarke der Augsburger SPD

Clemens Högg (* 20. November 1880 in Wurzach; † 11. März 1945 in Bergen-Belsen) war ein bayerischer Landtagsabgeordneter und Begründer der Arbeiterwohlfahrt  in Neu-Ulm und Augsburg. Er starb kurz vor dem Ende des Zweiten Weltkriegs in KZ-Haft.

## Leben
Högg erlernte nach der Schulzeit das Schmiedehandwerk. Er schloss sich der sozialdemokratischen Bewegung im Kaiserreich an und betätigte sich aktiv. Högg gründete den SPD-Ortsverein, damals „Sektion“ genannt, in Neu-Ulm. In den Jahren 1919 und 1920 hatte er dort das Amt eines Bürgermeisters inne. Im Ersten Weltkrieg wurde der Handwerksgeselle zur Maschinenfabrik Augsburg-Nürnberg AG (MAN) nach Augsburg zwangsverpflichtet. Auch in dieser Stadt betätigte er sich ab 1919 in der politischen Arbeit und war ein Jahr später stellvertretender Augsburger SPD-Vorsitzender und hauptamtlicher Parteifunktionär für den Bezirk Schwaben. Den rednerisch begabten und überzeugenden Högg entsandten die Wähler in den Stimmkreisen Augsburg II und Illertissen 1924 in den Bayerischen Landtag. Erst nach der Machtübernahme durch die Nationalsozialisten verlor er, wie alle anderen Mitglieder der SPD-Fraktion, sein Abgeordnetenmandat.
1922 entstanden auf Höggs Initiative hin die örtlichen Gliederungen der noch jungen Arbeiterwohlfahrt in Neu-Ulm und in Augsburg. Zwei Jahre später wurde er zum Augsburger Vorsitzenden des Wohlfahrtsverbandes gewählt. 1927 schuf er den Bezirksverband Schwaben.
Von Anfang an war den Augsburger Nationalsozialisten der umtriebige Sozialdemokrat ein Dorn im Auge. Nach einem misslungenen Mordversuch durch SS-Leute in seiner Wohnung wurde er Anfang März 1933 verhaftet und im Augsburger Gestapogefängnis bis Juni festgehalten. Von August 1933 bis Oktober 1934 war Högg als „politischer Häftling“ im KZ Dachau.

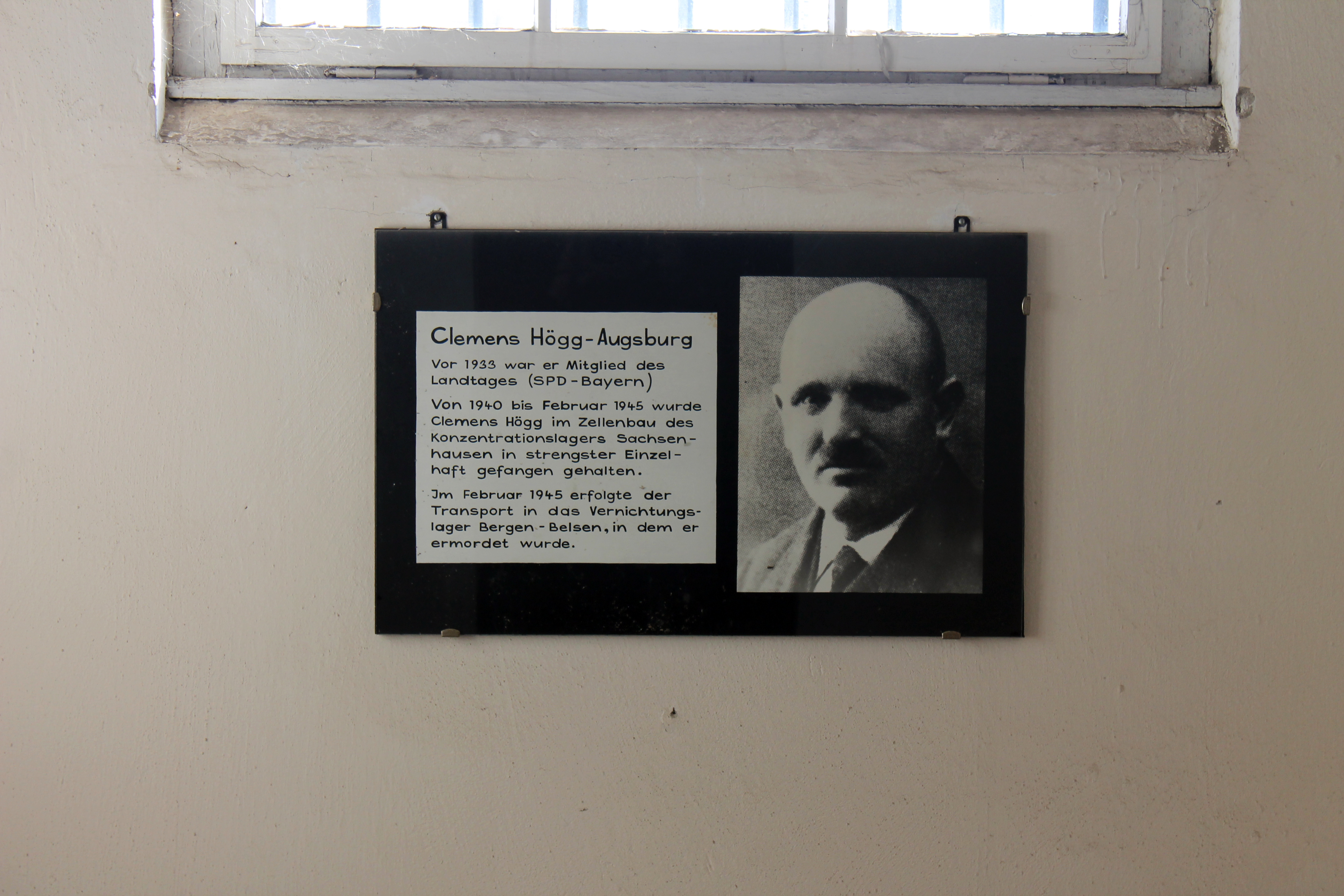
Die Gedenktafel im Zellenbau des KZ Sachsenhausen stammt noch aus der Ausstellung der Nationalen Mahn- und Gedenkstätte der DDR.

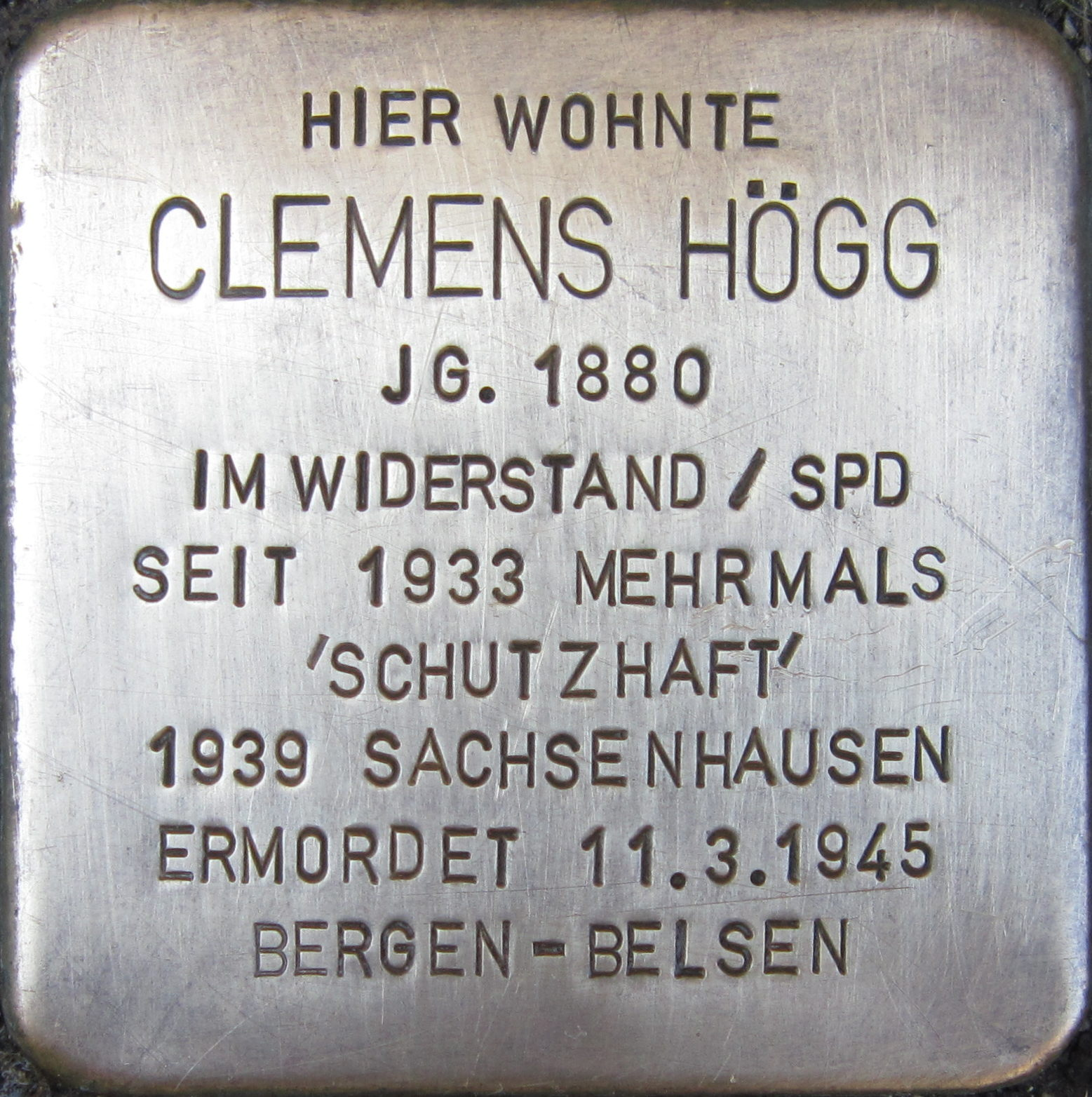
Stolperstein für Clemens Högg in Augsburg

Im September 1939 wurde das frühere Landtagsmitglied erneut festgenommen. Er wurde diesmal in das KZ Sachsenhausen in Oranienburg eingeliefert. Kommandant war Hans Loritz aus Augsburg. Högg verbrachte auf dessen Befehl 28 Monate in Einzelhaft, die Haftbedingungen führten zu seiner Erblindung, ein Bein musste amputiert werden. Die KZ-Insassen wurden vor der anrückenden Roten Armee im März 1945 ins KZ Bergen-Belsen gebracht. Clemens Högg ist dort gestorben, nähere Todesumstände sind nicht bekannt.

## Ehrungen
- Das Clemens-Högg-Haus, ein Heim für psychisch Behinderte der Augsburger Arbeiterwohlfahrt, hält seinen Namen in Erinnerung.
- Im Boden vor dem früheren Wohnhaus Höggs in der Augsburger Metzstraße 37 liegt ein Stolperstein des Künstlers Gunter Demnig.[1] An der Fassade dieses Hauses, in dem Högg von 1927 bis 1939 lebte, ist zur Erinnerung an ihn eine Gedenktafel angebracht.[2]
- Ein zweiter Stolperstein wurde am 21. Februar 2025 in seiner Geburtsstadt Bad Wurzach vor dem ehemaligen Spital an der Marktstraße verlegt.[3]
- Im März 2018 wurde auf dem Gelände des früheren KZ Bergen-Belsen ein Gedenkstein für Högg aufgestellt.[4]
- In Augsburg-Pfersee und in Pfuhl (Neu-Ulm) sind Straßen nach Clemens Högg benannt.